# Термофикация водоёмов
Термофикация  является физическим видом загрязнения водоёмов. Она выражается в повышении температуры природного водоёма или его части (реки, озера, моря) вследствие сбрасывания тёплых и подогретых вод промышленными предприятиями, электростанциями и т.п. без предварительного выравнивания температуры сбрасываемых вод до температуры водоёма-приёмника. 
Увеличение температуры приводит к усилению процесса эвтрофикации водоёмов, которая выражается в бурном развитии одноклеточных водорослей, что в конечном счёте может привести к заморным явлениям, вследствие снижения концентрации кислорода в воде.
Сбросы тёплых вод в зимние периоды приводят к нарушению биоритмов многих водных животных, проявляющиеся в повышении их активности и, как следствие, гибели (из-за недостатка пищи, быстрого повторного охлаждения воды).